# 會津壹番館
會津壹番館（あいづいちばんかん）は、福島県会津若松市中町にある喫茶店。若き日の野口英世が左手の手術を受けた後、書生として住み込みで働いた会陽医院（かいよういいん）の建物を改修し、往時の外観を復元した店舗である。2階には喫茶店と同じ経営者が運営する、野口英世青春館（のぐちひでよせいしゅんかん）がある。野口英世ゆかりの歴史性と景観性を兼ね備えた建築物として、会津若松市歴史的景観指定建造物（第3号）に指定されている。

## 歴史

### 近代
1884年（明治17年）に第六十国立銀行若松支店として建築されたが、同支店は5年で閉店した。代わって、1891年（明治24年）に河沼郡野沢村（現・西会津町）の渡部鼎が第六十国立銀行から1,600円で購入し、会陽医院を開院した。渡部はアメリカで医学を修めた医師で、福島県全体を見てもまだ西洋医が少なかった時代にあって、会津若松近在で評判になった。1892年（明治25年）、左手の手術を受けるために野口清作（後の野口英世）が来院し、翌1893年（明治26年）に高等小学校を卒業した野口は医師になるべく会陽医院に入門した。書生となった野口は、医術開業試験を受験するために上京するまでの3年間を会陽医院で過ごした。野口を送り出した後も、会陽医院は書生の受け入れを続け、後輩書生は「俺は第二の野口英世になる!」という決意表明を雨戸に書き残した。
会陽医院は後に移転するが、街の中心部にあったことから、建物は3代にわたって医院として利用され、ここで開業した医師は富を築いて別の地に医院を建てた。例えば1912年（明治45年）にこの地で開業した前田眼科は、1917年（大正6年）に大町へ移転、1995年（平成7年）に中町へ戻り開業者の孫が医業を続けている。

### 現代
第二次世界大戦後は、新聞販売店、電器店、オートバイ販売店などとして利用され、それぞれの必要に応じて内外装ともに改造された。また、ガソリンスタンドを設置するため、接続していた蔵が切り離され、移動した。その後、近くの百貨店の倉庫となった。ここに野口の足跡をたどるために訪れた照島敏明は、先に訪れた野口の故郷・猪苗代町では野口英世記念館を設けて野口の遺品や生家を大切に保存しているのに対し、会津若松市では野口のことは忘却され、旧会陽医院が薄汚れた倉庫になっていたことに衝撃を受け、倉庫の所有者を探し出し、自らに貸してほしいと直談判した。照島は東京の出身で、長髪にジーパンという格好をした若者だったこともあり、所有者の説得に半年を要した。そして、会津に来てから1年となる、1976年（昭和51年）に照島は喫茶店・會津壹番館を開店し、1982年（昭和57年）に2階に野口英世青春館を開館した。
隣接していたガソリンスタンドが1982年（昭和57年）に撤去されたのを契機として、ファサードを覆い隠していた部分を取り払い、古写真を基に黒漆喰の外観を復元した。内部は面積を確保するために間仕切りを除去したり、デコラ（化粧合板）を取り払って天井の梁を見せるようにしたりした。これらの改修には10年を費やし、照島自らの私財を投じた。
照島の活動を受けて、当初は「建築基準法の枠内で改修すればいい」、「再生・活用しても得をするのは所有者だけ」と考えていた周辺の人の意識が変わり、1992年（平成4年）には周辺一帯を野口英世青春通りと命名し、野口英世の再評価と、大正ロマン調のまちづくりを進めた。1995年（平成7年）度に美しい会津若松景観賞まもる賞（受賞名称「福西伊兵衛商店と會津壹番館の棟続き」）を受賞し、1997年（平成9年）度には会津若松市歴史的景観指定建造物（指定名称「會津壹番館」）の指定を受けた。2004年（平成16年）1月、NTTドコモ東北のテレビCMに登場し、2005年（平成17年）3月7日には、「野口英世読書感想文コンクール」の受賞者がエクアドルから野口英世青春館に来館し、照島が解説を行った。
照島は、會津壹番館・野口英世青春館を営むだけでなく、「Dr.ノグチを語り継ぐ会」を主宰し、講演活動などを通して野口英世を知ってもらう活動を行っている。

## 野口英世と会陽医院

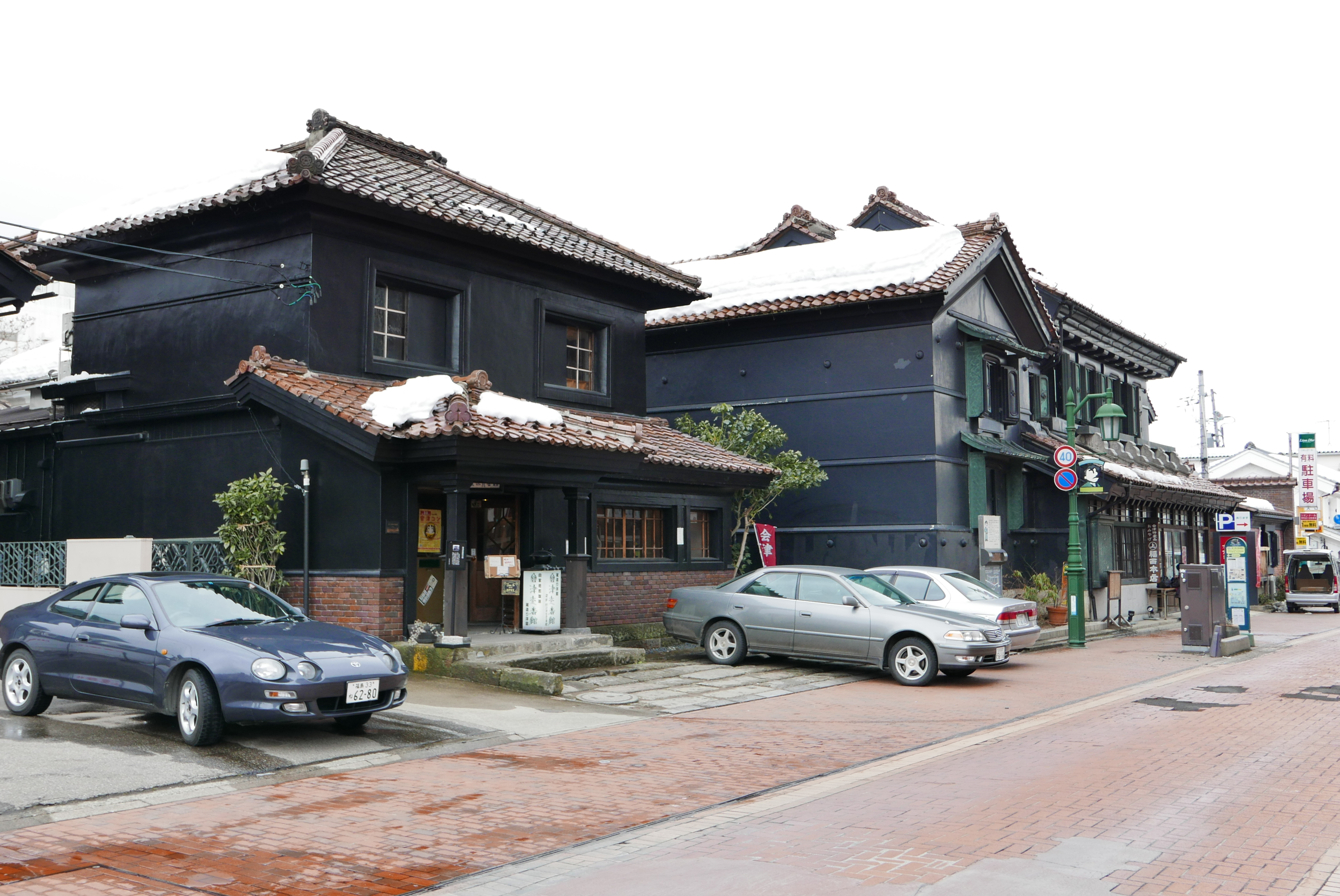
會津壹番館（左）と福西本店
書生時代の野口英世は福西本店の主人の弟と仲が良く、福西へ遊びに行ったり、新聞を読みに行ったりしていた。野口は新聞を読みながら、初恋の人が店の前を通るのを待ったという。

1878年（明治11年）4月の末、当時1歳5か月だった野口清作（英世）は、両親の留守中に囲炉裏へ転落してやけどを負い、左手が不自由になった。1892年（明治25年）、猪苗代高等小学校（現・猪苗代町立猪苗代小学校）4年生だった野口は不自由な左手に対する恨みを作文に書き、担任の小林栄や級友らの同情を誘い、彼らの募金で渡部鼎の会陽医院に行って手術を受けることになった。手術は局所麻酔の上で癒着した指を1本ずつメスで切り離すというもので、無事成功した。一般的な伝記では、「この手術によって医学の素晴らしさに触れ、医師を志した」と書かれているが、実際にはその要素を含みつつも、上級学校に進学する金銭的余裕や入学前の身体検査に合格する見込みがなかったため、働きながら医術開業試験を経て開業医になれる医師を目指すよりほかはなかったとされる。
1893年（明治26年）6月、渡部を頼って会陽医院に入門した野口は、玄関番として医師見習いの生活を始め、教会の牧師や宣教師、会津中学校（現・福島県立会津高等学校）の教師から英語・ドイツ語・フランス語を学び、寝る間を惜しんで勉強に励んだ。渡部は野口と、野口同様熱心に勉強に励んでいた吉田喜一郎に目をかけ、夜間でも勉学ができるように他の書生とは別室の、会陽医院2階の20畳の表座敷を2人にあてがった。熱心に励んだ野口は、玄関番から薬局生に格上げされ、医師有志による医学講習会に出席しては鋭い質問をし、渡部の顕微鏡で回帰熱を引き起こすスピロヘータを観察した。
1894年（明治27年）、渡部は日清戦争に際して第2師団の野戦病院医官として応召することになり、野口に留守中の医院の用務と家計を任せた。野口は本妻と妾の間で板挟みに悩み、非協力的な先輩書生に苦しめられながらも留守中の用務をこなし、帰還した渡部に会計明細表を提出した。ただし、渡部不在中は休診していたため、野口は試験勉強の時間を取ることができた。その間にキリスト教に入信し、初恋も経験した。こうして3年間を会津若松で過ごした野口は、医術開業試験を受けるため、1896年（明治29年）に東京へ旅立った。上京した時点で、野口は19歳であった。

## 建築

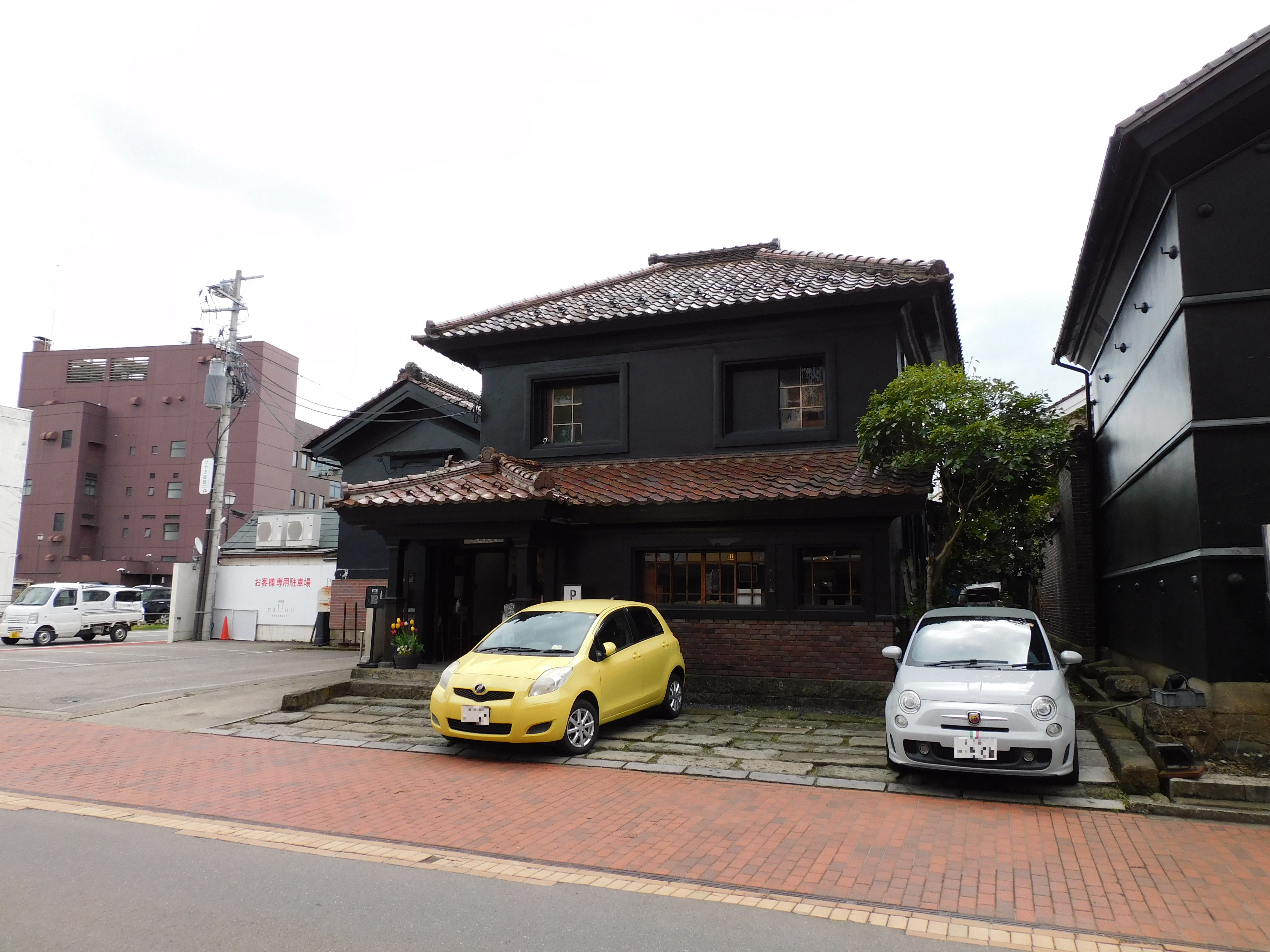
正面

会津若松の街の中心である「大町四ツ角」から南へ1ブロック下ったところに位置する。付近にまちなか周遊バスハイカラさんの野口英世青春館前バス停がある。建物は2階建てで、正面の土蔵と後方の木造建築物を組み合わせた寄棟造である。後方部分は鉄骨で補強している。元医院であるのに蔵造りなのは、本来は銀行として建築されたからである。
外観は黒壁に瓦葺きの落ち着いた雰囲気の建物である。入り口部分は鉄筋コンクリート造に改変されていたが、撤去して黒漆喰のファサードを復元した。復元に当たっては、博物館明治村にある黒漆喰の建物を参考にし、一部に喜多方レンガを採用した。腰壁は北側がなまこ壁、正面側がタイル張りである。2階には防火用の鉄扉がある。
会陽医院だった頃は、1階に診察室、手術室、待合室、2階に書生部屋があった。土蔵造りではあるが、窓にはガラスを入れ、ドアを取り付けるなど、洋風に改造していた。古い建物であるため、階段はやや急で、昇降するときしむ。

### 館内
1階は年代物の調度品をしつらえた喫茶店「會津壹番館」、2階は野口英世の資料館「野口英世青春館」である。どちらも照島敏明が管理運営する。観光客の憩いの場となっているほか、修学旅行生が多く訪れる。
1階は喫茶店とするために電気・ガス・水道を新たに引き込み、カウンターやトイレも設置した。店で出すコーヒーは野口にゆかりのある国の豆を使い、1粒ずつ厳選してから焙煎する。
2階は照島が10年をかけて集めた野口に関する資料約100点を展示する。小学生の頃の成績表や記念写真、野口が書生時代に使った座卓やアメリカ時代に愛用した椅子など、日本で暮らしていた頃だけでなく、アメリカやガーナなどに滞在していた時期の写真や資料も多い。入館は有料である。